# Hortus Medicus (Haarlem)
De Hortus Medicus is een stadstuin en voormalige medische kruidentuin in Haarlem aan de Prinsenhof en de Jacobijnestraat.

## Geschiedenis
De oorsprong van de tuin is gelegen op de plaats waar zich nu het Kenaupark bevindt. In 1699 werd daar de Hortus Medicus aangelegd door het Collegium Medico-Pharmaceuticum. 
In 1721 werd de Hortus Medicus verplaatst naar de huidige locatie, de tuin van het Prinsenhof. Daar bevond zich een kloostertuin van een klooster van de Dominicanen (Jacobijnen). De straatnaam 'Jacobijnestraat' verwijst daar nog naar. 
Tussen 1747 en 1791 werd er besloten om minder dure planten te planten. Het aantal bezoekers nam gestaag af. Van 1777 tot 1784 was William Kent er de hortulanus, van 1784 tot 1835 opgevolgd door Arent Bolleurs. Laatstgenoemde zorgde in 1791 voor een herinrichting van de tuin. Het voortbestaan van de tuin kwam in 1843 ter discussie te staan. In 1861 stonden er een aantal gebouwen van een nijverheidstentoonstelling en in 1865 werd de aan de hortus verbonden medische school opgeheven en daarmee ook de medische tuin. Na jaren van verwaarlozing bracht Leonard Springer in 1916 meer elan door er een educatieve tuin van te maken voorzien van borden voor het biologieonderwijs van het aangrenzende gymnasium. Na opnieuw een periode van verwaarlozing is in 1979 de tuin heringericht, waarbij onder meer het beeld van Coster naar voren verplaatst werd.
Door de hortus stroomde vroeger de Haarlemse Beek, die vanuit de duinen naar het Spaarne stroomde, en in de hortus een vijver voedde. Deze beek werd later overkluisd, en in 1867 gedempt.

## Indeling
De tuin is nu een gemeenteplantsoen, omheind met een afgesloten smeedijzeren hekwerk. Aan de noordzijde wordt het begrensd door het Stedelijk Gymnasium Haarlem; aan de westzijde bevindt zich tegen de rand de Vredestempel, een herdenkingsmonument vanwege de Vrede van Münster. In de tuin bevindt zich een standbeeld van Laurens Janszoon Coster, gemaakt door de beeldhouwer Gerrit van Heerstal. Het dateert uit 1722 en is een van de oudste standbeelden van Nederland.